# Impatiens guillaumetii
Impatiens guillaumetii är en balsaminväxtart som beskrevs av Fischer och Raheliv. Impatiens guillaumetii ingår i släktet balsaminer, och familjen balsaminväxter. Inga underarter finns listade i Catalogue of Life.